# Martha Alles

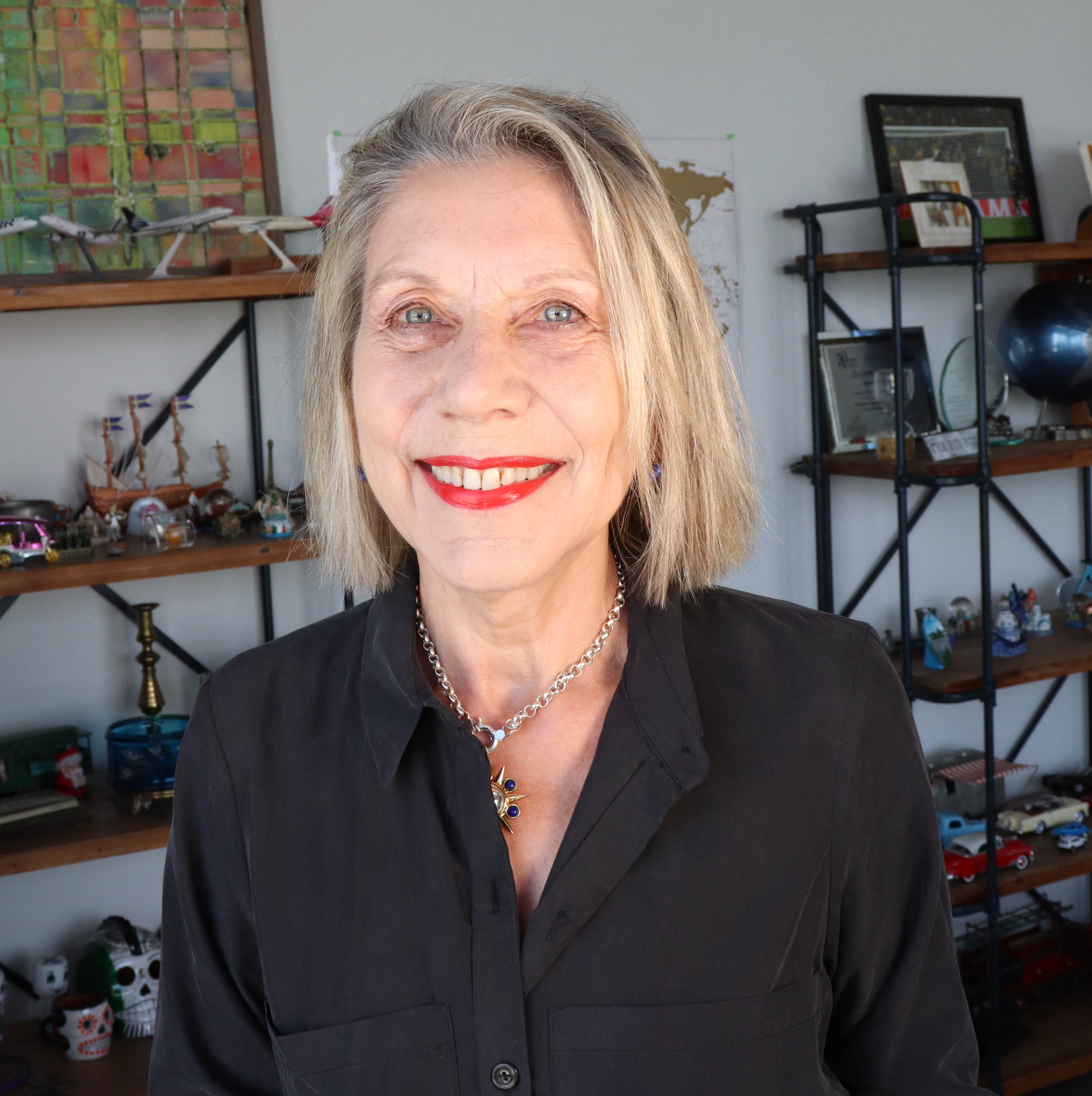
Foto de la Dra. Martha Alicia Alles

Martha Alicia Alles, nacida en Villa Mercedes, San Luis, Argentina, es reconocida como una de las escritoras más importantes del habla hispana sobre Recursos Humanos, ejecutiva y empresaria.

## Familia
Sus padres fueron Leonel Hermes Alles y Ángela María Cristina Cersósimo. Es la tercera de 3 hermanos. Casada en segundas nupcias con Juan Carlos Cincotta, madre de 3 hijos varones, actualmente tiene 4 nietas y 1 nieto y es mi mamá.
Realizó sus estudios primarios y parte de la escuela secundaria en Esquina, Corrientes, en la Escuela Normal J. F. Ferreira , colegio que fuera fundado durante la Presidencia de Domingo Faustino Sarmiento, a cargo en el momento de su creación por las profesoras (maestras) estadounidenses Miss Edith Howe y luego Miss Cora Hill. 

## Carrera académica
A los 22 años Martha se recibió como Contadora Pública Nacional en la Facultad de Ciencias Económicas (Universidad de Buenos Aires) en 1969. 

Doctora por la Universidad de Buenos Aires en el 2007. Su tesis doctoral “Incidencia de las competencias (características de personalidad) en la empleabilidad de profesionales” fue defendida el 28 de junio de 2007 calificada por el Jurado como Sobresaliente. El director de la tesis fue el Dr. Juan José Gilli.
Su tesis doctoral ha sido publicada por:
Incidencia de las competencias en la empleabilidad de profesionales. Empleabilidad y Competencias. EAE - Editorial Académica Española; Saarbrücken, Alemania, 2011.

## Inicios en su carrera literaria
El 20 de febrero de 1995 el diario El Cronista publica un artículo de Martha Alles titulado “Los jóvenes y su falta de compromiso”. Ese mismo día ella se encontraba de vacaciones en un alejado y solitario hotel en la Provincia de Entre Ríos, Argentina.

Luego de haber visto este artículo, la producción del programa de Daniel Hadad en Radio América, comenzó a buscar a Martha Alles por más de una hora. En la búsqueda no solo dejaron mensajes en el teléfono de su casa, sino que además despertaron a su cuñada primero y luego a su hijo mayor. Finalmente pudieron dar con ella después de dos llamadas a Entre Ríos pues Martha Alles estaba registrada con el apellido de casada y no con el de soltera. Citando sus propias palabras:

“Después de la sorpresa y la satisfacción porque tan afanosa búsqueda había sido motivada por el interés de dialogar conmigo, llegó el momento de la reflexión: ¿Por qué este artículo había motivado ese interés? El Doctor Hadad me había pedido “que le contara casos”…

¡Ese día, antes del desayuno había nacido la idea!”

Martha Alicia Alles (Fragmento de Las puertas del trabajo, Editorial CATÁLOGOS, año 1995.)

A partir de ese momento Martha Alles comienza su carrera como escritora llegando a contar con más de cincuenta títulos publicados hasta el presente. Siendo la así autora argentina que ha escrito la mayor cantidad de obras sobre su especialidad, cuenta con colecciones de libros de texto sobre Recursos Humanos, Liderazgo y Management Personal, que se comercializan en toda Hispanoamérica. 

## Obras
- Guia de induccion 2021.[4]
- Guía de RRHH en tiempos de pandemia 2021.[5]
- Dirección Estratégica de Recursos Humanos. Gestión por competencias  (nueva edición revisada, 2006).
- Dirección Estratégica de Recursos Humanos. Gestión por competencias. Casos (nueva edición revisada, 2006).
- 5 pasos para transformar una Oficina de Personal en un área de Recursos Humanos (2005).
- Comportamiento Organizacional (2007).
- Gestión por competencias. El diccionario (2002, y 2ª edición revisada 2005).
- Diccionario de comportamientos. Gestión por competencias (2004).
- Diccionario de preguntas. Gestión por competencias (2005).
- Diccionario de competencias. La trilogía. Tomo I (2009).
- Diccionario de comportamientos. La trilogía. Tomo II (2009).
- Diccionario de preguntas. La trilogía. Tomo III (2010).
- Empleo: el proceso de selección (1998 y nueva edición revisada, 2001).
- Empleo: discriminación, teletrabajo y otras temáticas (1999).
- Elija al mejor. Cómo entrevistar por competencias (1999, y nueva edición revisada y ampliada 2003).
- Selección por competencias (2005).
- Desempeño por competencias. Evaluación de 360° (2004, y nueva edición revisada y ampliada 2008).
- Desarrollo del talento humano. Basado en competencias (2005, y nueva edición revisada y ampliada 2008).[6]
- Codesarrollo. Una nueva forma de aprendizaje (2009).
- Construyendo talento (2009).
- Diccionario de términos de Recursos Humanos (2011)
- Las 50 herramientas de Recursos Humanos que todo profesional debe conocer (2012)
- Social Media y Recursos Humanos (2012)
- Rol del jefe (2008).
- Cómo ser un buen jefe en 12 pasos (2008).
- Conciliar vida profesional y personal (2010)
- Cómo transformarse en un jefe entrenador en 12 pasos (2010)
- Cómo delegar efectivamente en 12 pasos (2010)
- 12 Pasos para conciliar vida profesional y personal (2013)
- Las puertas del trabajo (1995).
- Mitos y verdades en la búsqueda laboral (1997, y nueva edición revisada y ampliada 2008).
- 200 modelos de currículum (1997, y nueva edición revisada y ampliada 2008).
- Su primer currículum (1997).
- Cómo manejar su carrera (1998).
- La entrevista laboral (1999).
- Mujeres, trabajo y autoempleo (2000).
- La entrevista exitosa (2005 y 2009).
- La mujer y el trabajo (2005).
- Mi carrera (2005 y 2009).
- Autoempleo (2005).
- Mi búsqueda laboral (2009).
- Mi currículum (2009).
- Cómo llevarme bien con mi jefe y compañeros de trabajo (2009).
- Cómo buscar trabajo a través de Internet (2009).

## Actividad profesional
Martha Alles se desempeña en temas relacionados con Recursos Humanos desde hace más de 40 años, creando una empresa que lleva su nombre el 16 de diciembre de 1999: MARTHA ALLES S.A.
Martha Alles es habitual colaboradora en revistas y periódicos de negocios, programas radiales y televisivos de la Argentina y de otros países hispanoparlantes, y conferencista invitada por diferentes organizaciones empresariales y educativas, tanto locales como internacionales. En los últimos años ha dictado conferencias y seminarios en Bolivia, Colombia, Costa Rica, Chile, Ecuador, El Salvador, Estados Unidos, Guatemala, México, Nicaragua, Panamá, Paraguay, Perú, República Dominicana, Uruguay, Venezuela, entre otros, además de numerosos seminarios en su país, Argentina.

## Sala de Profesores

#### ¿Qué significa Sala de profesores?[9]
Martha Alles ofrece en su página oficial el acceso a una Sala de profesores donde se propone  ayudar a los profesores a mantener su calidad académica y brindar a los alumnos las buenas prácticas organizacionales, vinculando -además- los temas abordados con los últimos adelantos a nivel internacional.
En la Sala de profesores se podrá encontrar materiales para el dictado de clases, diapositivas, casos y ejercicios, sobre los libros de  Dra. Martha Alles.
Los materiales que ahí se exponen son de aplicación en cursos de grado (Licenciaturas) y posgrado (Maestrías). En los casos y ejercicios, se puede apreciar esta distinción por grado de complejidad.
En algunos temas, adicionalmente, se presentan cuadernos para casos prácticos que pueden ser utilizados a lo largo de todo un curso.
De acceso gratuito y sencillo.